# Насакины
Насакины (Нассокины, Насакены, Носакины) — русский дворянский род.
Различные ветви рода Насакиных внесены в VI, I, II и III части родословных книг губерний Симбирской (I.1808, VI.1802), Пензенской (III.1818, VI.1818), Тульской (VI.1861), Лифляндской (1857, 1866, 1910), Эстляндской (II.1746), Смоленской (VI), Московской (III, VI), Рязанской (II.1858) и Владимирской (III.1805, VI.1803).

## Известные представители

### Российская линия
- Носакин Андреян Фёдорович — московский дворянин (1692)[3].
- Насакин, Яков Иванович — комиссар.
  - Насакин, Дмитрий Яковлевич — секунд-майор, воевода Курмышского уезда в 1777—1779 годах.
  - Насакин, Иван Яковлевич — генерал-майор.
- Насакин, Николай Вадимович — драматург, беллетрист, публицист и экономист, журналист, один из первых киножурналистов России.
- Насакина, Нина Валерьяновна — русский поэт-переводчик.

### Шведская линия
- Насакин, Адам Магнусович — капитан кавалерии.
  - Насакин, Густав Густавович — генерал-майор.
  - Насакин, Яков Густавович — генерал-майор.
- Насакин, Фридрих Оттович — остзейский литератор.
- Насакин, Роман Карлович — генерал-майор, военный топограф.
  - Насакин, Михаил Романович — генерал-майор.